# Slutsats
En slutsats eller konklusion (av latinets con- "med", claudo, "stänga") är det sista steget i en härledning. Det är den sats man, efter en serie slutledningar, kommer fram till. En slutledning ur vilken slutsatsen följer av premisserna sägs vara giltig. Om därtill premisserna är sanna är också slutsatsen sann.  
Exempel
Från premisserna på rad 1 och 2, följer slutsatsen på rad 3.
1. Om min klocka går rätt, är tåget försenat.
2. Tåget är inte försenat.
3. Slutsats: Min klocka går inte rätt.

Slutsatsen ovan fås medelst slutledningsregeln modus tollendo tollens.